# 오펠 아담

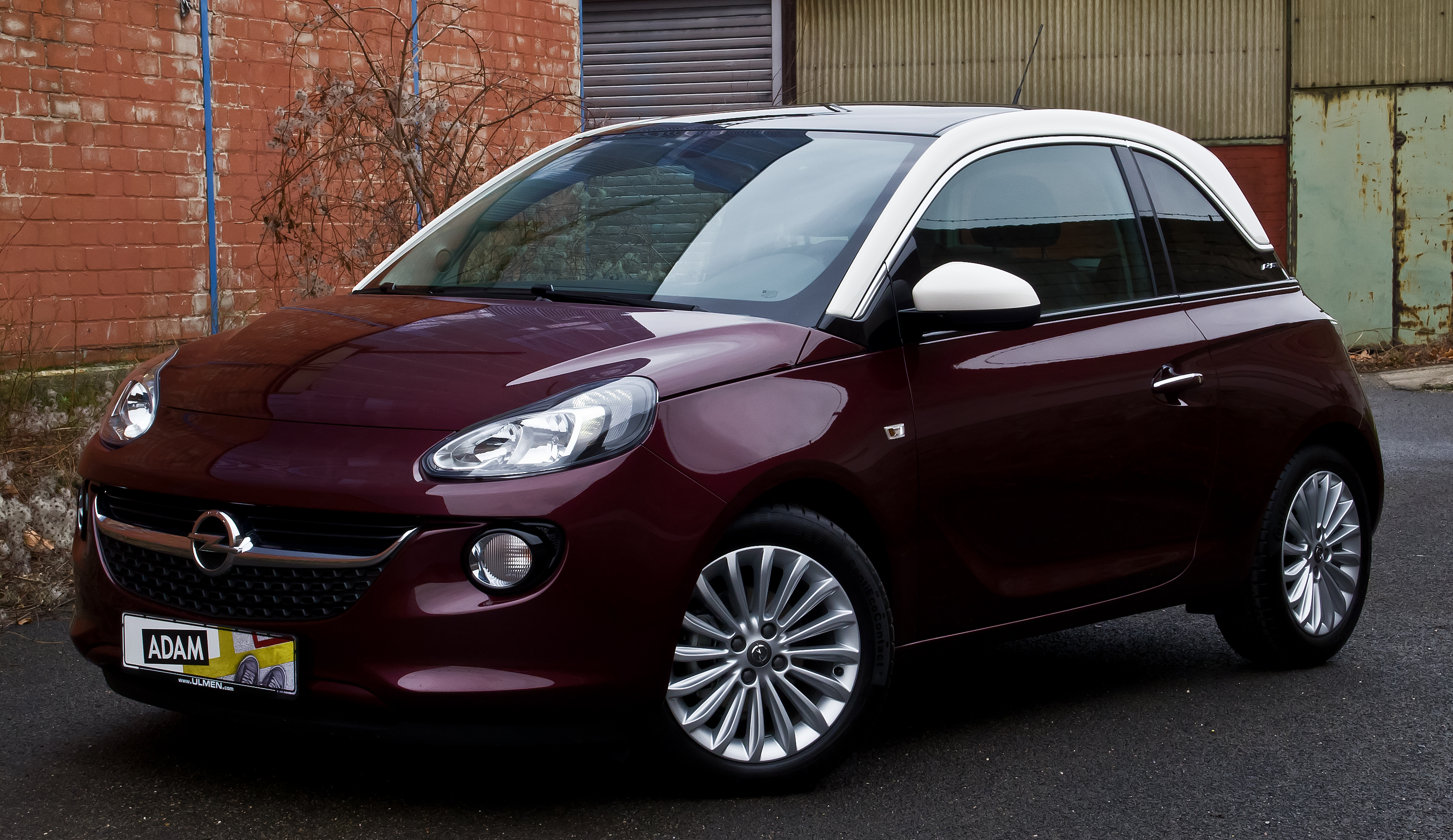
오펠 아담 정측면

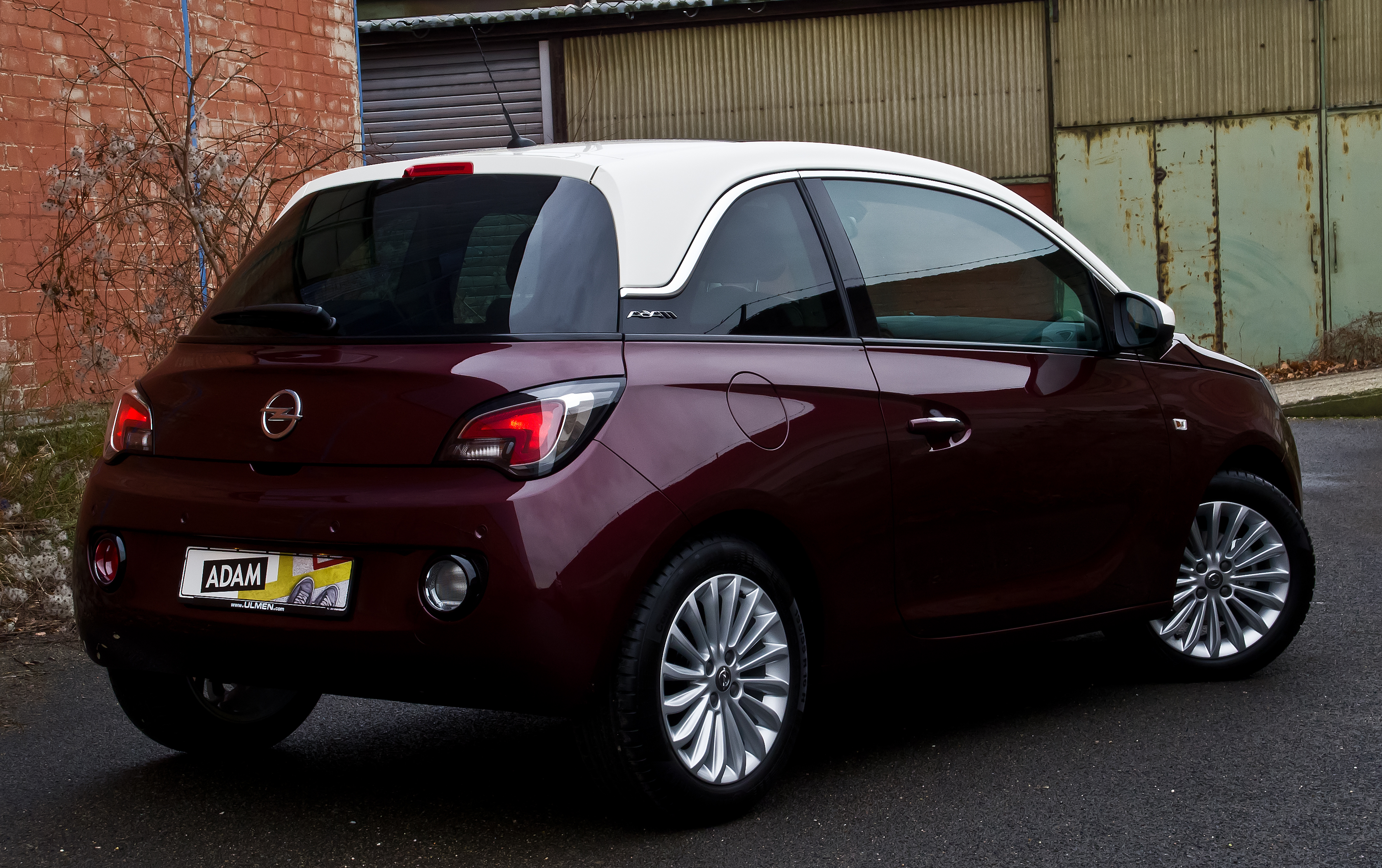
오펠 아담 후측면

오펠 아담(Opel Adam)은 제너럴 모터스에 속해 있는 독일의 자동차 제조 회사인 오펠이 생산, 판매 중인 도시형 자동차다. 동급 차종인 아길라와 달리 2010년대의 개인화/고급화 트렌드에 초점을 두고 개발되었으며, 젊은 고객들을 주요 고객으로 삼고 있다. 2012년 10월에 파리 모터쇼를 통해 공개되었으며, 2013년 1월에 출시되었다. 생산은 아이제나흐에서 개시한다. 차명은 아담 오펠에서 따왔다. 오펠 코르사의 SCCS 플랫폼을 기반으로 전장 약 3.7미터에 너비 약 1.7미터로 살짝 넉넉하게 크기를 잡았다. 다렌 루크(Darren Luke)가 디자인한 4인승 3도어 해치백의 단일 차체에 12가지 이상의 차체 색상, 3가지 지붕 색상, 다양한 인테리어 색상과 장식 등이 제공되어, 오펠/복스홀 발표상 외관 61,000가지 이상에 실내 82,000가지 이상의 조합이 가능하다. 엔진은 1229cc 69마력과 1398cc 86마력 및 99마력 에코플렉스(ecoFLEX) 엔진이 5단 수동 및 5단 반자동 변속기와 같이 제공되었다. 2014년에는 고급형인 아담 록스와 컨버터블 사양인 아담 오픈 에어도 출시되었다. 피아트 500과 경쟁 차종이며, 전폭이 1,600mm를 초과하였기 때문에 대한민국에서 병행 수입 되더라도 경차 혜택을 받을 수 없다. 2019년 초중반에 판매부진과 라인업 정리 정책까지 겹치면서 칼, 카스카다와 함께 후속 차종 없이 단종되었다.

## 엔진
| 1.2 ecoFLEX S/S | I4 | 1,229 cc | 70 PS (51 kW; 69 hp) @5,600 rpm         | 115 N·m (85 lb·ft) @4,000 rpm        |  | 115 | 2012– |
| 1.4 ecoFLEX S/S | I4 | 1,398 cc | 87 PS (64 kW; 86 hp) @6,000 rpm         | 130 N·m (96 lb·ft) @4,000 rpm        |  | 119 | 2012– |
| 1.4 ecoFLEX S/S | I4 | 1,398 cc | 100 PS (74 kW; 99 hp) @6,000 rpm        | 130 N·m (96 lb·ft) @4,000 rpm        |  | 119 | 2012– |
| 1.0T SIDI S/S   | I3 | 998 cc   | 90 PS (66 kW; 89 hp) @4,000-6,000 rpm   | 170 N·m (130 lb·ft) @1,800-3,600 rpm |  | 99  | 2014– |
| 1.0T SIDI S/S   | I3 | 998 cc   | 115 PS (85 kW; 113 hp) @5,000-6,000 rpm | 170 N·m (130 lb·ft) @1,800-4,700 rpm |  | 99  | 2014– |

## 경쟁 차종
- 현대자동차 - i10
- 기아자동차 - 모닝
- 쉐보레 - 스파크
- 피아트 - 500, 판다
- 르노 - 트윙고
- 푸조 - 108
- 시트로엥 - C1
- 스마트 - 포투
- 폭스바겐 - 업!
- 포드 - 카
- 토요타 - iQ, 아이고